# Intel-Meteor-Lake-Mikroarchitektur
Meteor Lake ist Intels Codename für die auf die 14. Generation (Raptor Lake Refresh) der Core-i-Serie folgende Prozessorfamilie der Serien Intel-Core-Ultra und der Intel-Core, die am 14. Dezember 2023 auf den Markt kommt. Die Prozessoren werden mit einem neuen Intel-Namensschema in drei Kategorien eingeteilt: Intel-Core-Ultra für das High-End-Segment, Intel-Core für das Mainstream-Segment und Intel-Prozessor für das Einsteiger-Segment. Die kommenden Core-Prozessoren der nächsten Generation sind Intel zufolge die ersten „3D-Hybrid-Prozessoren“. Sie werden gezielt auf höchste Effizienz und KI-Performance optimiert.
Meteor Lake markiert einen bedeutenden Meilenstein für Intel, da es die erste Consumer-Architektur des Unternehmens ist, die auf Chiplets, auch als Tiles bezeichnet, setzt. Bislang wurden Chiplets hauptsächlich in Server-Chips verwendet. Meteor Lake verwendet konkret vier verschiedene Tiles: einen Compute-Tile, der die E-Kerne (Crestmont) und P-Kerne (Redwood Cove) der CPU enthält, einen SoC-Tile mit integrierten E-Kernen (Crestmont), ein Grafik-Tile und ein I/O-Tile. Der Compute-Tile wird mit der Intel-4-Fertigungstechnologie gefertigt. Im Grafik-Tile basiert die iGPU auf die Intel Xe-LPG-Architektur. Bei Meteor Lake befindet sich der Speichercontroller im SoC-Tile, ähnlich wie bei AMD-Chips. Die Media-Engine und der Display-Controller (vorher auf der iGPU) sind ebenfalls im SoC-Tile integriert. Dies ermöglicht es der iGPU, im Ruhezustand zu verweilen und somit energieeffizienter zu sein. Des Weiteren befindet sich auf dem SoC-Tile eine KI-Engine, welche als NPU (Neural Processing Unit) bezeichnet wird. Sie bearbeitet KI-Aufgaben effizienter als CPU-Kerne und unterstützt die Standard-APIs wie DirectML von Microsoft.

## Neuerungen
Die Tile-Architektur kombiniert die Compute-Tile, die SoC-Tile, die Grafik-Tile und die I/O-Tile zu einem 3D-Hybrid-Prozessor.

### Compute-Tile
- Optimiert für CPU-Leistung
- E-Kerne (Crestmont) und P-Kerne (Redwood Cove)
- Wird von Intel mit der Intel-4-Fertigungstechnologie gefertigt[3]

### Grafik-Tile
- Optimiert für 3D-Leistung
- Intel Xe-LPG-Grafikarchitektur
- Bis zu 128 Ausführungseinheiten
- Fertigung übernimmt TSMC basierend auf dem N5-Prozess

### SoC-Tile
- Optimiert für geringen Stromverbrauch
- Zwei dedizierte E-Kerne (Crestmont)
- Einen IO-Prozessor (IPU)
- Erste integrierte NPU-KI-Engine
- Unterstützung für Wi-Fi 6E und Wi-Fi 7
- Unterstützung für 8K HDR und VP9, AVC, HEVC, AV1
- HDMI 2.1, DP 2.1 und eDP 1.4
- Integrierter Speichercontroller
- Fertigung übernimmt TSMC basierend auf dem N6-Prozess[4]

### I/O-Tile
- Thunderbolt 4
- USB 4
- PCIe 5.0
- Fertigung übernimmt TSMC basierend auf dem N6-Prozess